# Карачева
Карачева — река в овраге Караичев в Терновском районе Воронежской области России. Длина водотока составляет 10 км, площадь его бассейна — 46,3 км². Пересыхает в сухое время года.
Начинается в селе Александровка, в средней части оврага на высоте 151 м находится пруд; ниже на его левом берегу стоит деревня Коршуновка; после деревни к тому же левому берегу выходит устье оврага Студененький, оканчивается выходом к реке Сухой Карачан по её правому берегу в 15 км от устья.

## Данные водного реестра
В данных государственного водного реестра России река в овраге Караичев относится к Донскому бассейновому округу, водохозяйственный участок реки — Хопёр от впадения реки Ворона и до устья, без рек Ворона, Савала и Бузулук, речной подбассейн реки — Хопёр. Речной бассейн реки — Дон (российская часть бассейна).
Код объекта в государственном водном реестре — 05010200512107000007049.